# 대한민국 제6대 대통령 선거 한국독립당 후보 선출
대한민국 제6대 대통령 선거 한국독립당 후보 선출은 1967년 3월 16일 한국독립당이 1967년 대한민국 대통령 선거에 나설 당의 후보로 전진한 전 의원을 선출한 것을 말한다.

## 개요
한국독립당은 1963년 대선 때는 당세가 미약하여 독자 대선 후보를 출마시키지 못하였으나, 제6대 대선을 앞두고는 전진한 의원을 후보로 옹립하기로 하였다.
전진한 신민당 의원은 1967년 3월 13일 신민당을 탈당하고 한국독립당에 입당했다.
한독당은 1967년 3월 16일 제38차 전당대회를 개최하고 전진한을 대통령 후보에 추대했다.
그러나 조각산 한독당 대표는 전당대회가 본인의 승인 없이 개최되었으며, 자신을 제외한 당의 간부들이 누군가의 매수로  불법 행위를 저지른 것이라고 주장하였다.
이후 전진한 후보는 김구의 정신을 이어받은 남북 통일,  삼균주의와 부의 재분배 실현 등을 공약하며 지지를 호소하였다.

## 같이 보기
- 대한민국 제6대 대통령 선거